# WM-80 MRL
Il WM-80 MRL è un lanciarazzi multiplo pesante di fabbricazione cinese, sviluppato e utilizzato dall'Esercito Popolare di Liberazione e venduto anche ad altri stati come l'Armenia e la Giordania.
Il lanciarazzi è stato sviluppato dalla Norinco, adottando un design modulare, con due compartimenti di lancio contenenti ciascuno quattro razzi, installati sul telaio di un camion TAS-5380 8x8.

## Utilizzatori

### Presenti
- Armenia - 8 sistemi acquistati nel 1999
- Cina
- Giordania - 24 sistemi acquistati dalla Norinco-Cina nel 2010[2]